# زواج الأطفال في تركيا

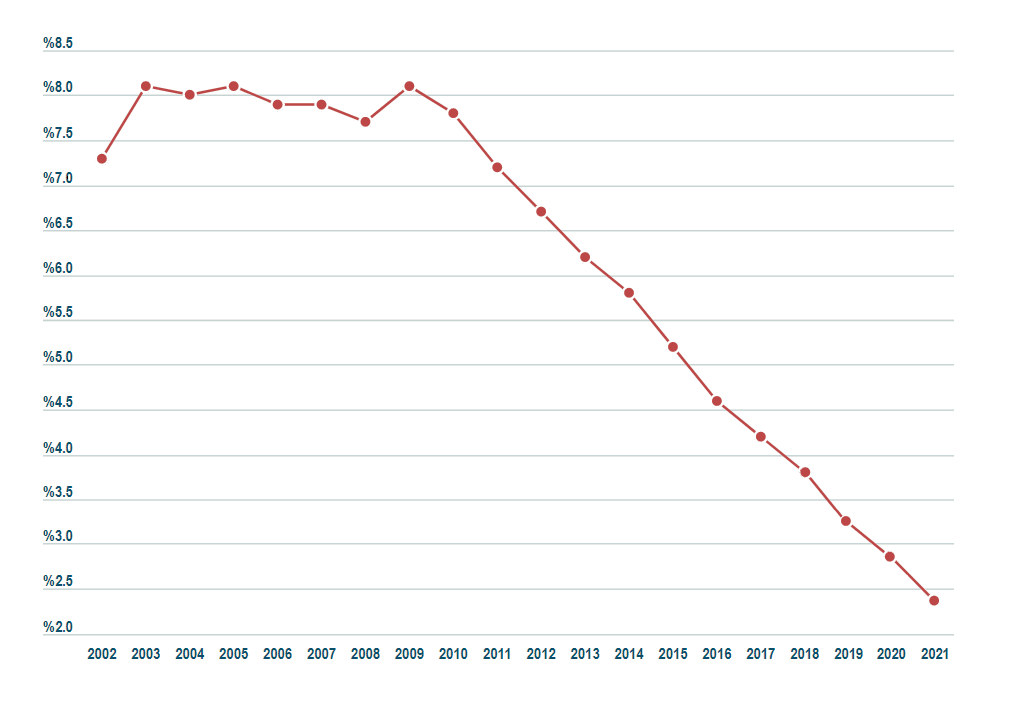
زواج الأطفال كنسبة مئوية من جميع حالات الزواج

زواج الأطفال في تركيا (بالتركية: Türkiye'de çocuk evliliği)‏هو زواج غير قانوني، إلا أنه لا يزال منتشرًا في تركيا ، خاصة بين العائلات الأقل تعليمًا. إنها قضية سياسية مثيرة للجدل.

## الانتشار
حوالي ثلث حالات الزواج في تركيا هي زواج أطفال، وثلث النساء يتزوجن تحت سن 18 عامًا.    ما بين عامي 2002 و2014، تزوج حوالي 504.957 طفلًا رسميًا في سن 16 و17 عامًا.  و مابين عامي 2010 و2013، بلغ هذا الرقم الرسمي 134,629. يؤثر زواج الأطفال على الفتيات بشكل غير متناسب للغاية، حوالي 20 ضعف تأثيره على الأولاد؛ حوالي 129 ألف من المتورطين في زواج الأطفال كانوا من الفتيات، في حين كان 6,000 فقط من الصبية.  زواج الأطفال الذي يشمل فتيات غالباً ما يشمل فتيات أصغر سناً بكثير من الأولاد في زواج الأطفال.